# 普拉澤角
62°6′S 58°26′W / 62.100°S 58.433°W
普拉澤角（Plaza Point），是南極洲的海岬，位於南設得蘭群島的喬治王島，處於凱勒半島南端的阿德默勒爾蒂灣北部，由讓-巴蒂斯特·夏古率領的法國探險隊繪入地圖和命名，現時由南極條約體系管理。